# 말라스트라나

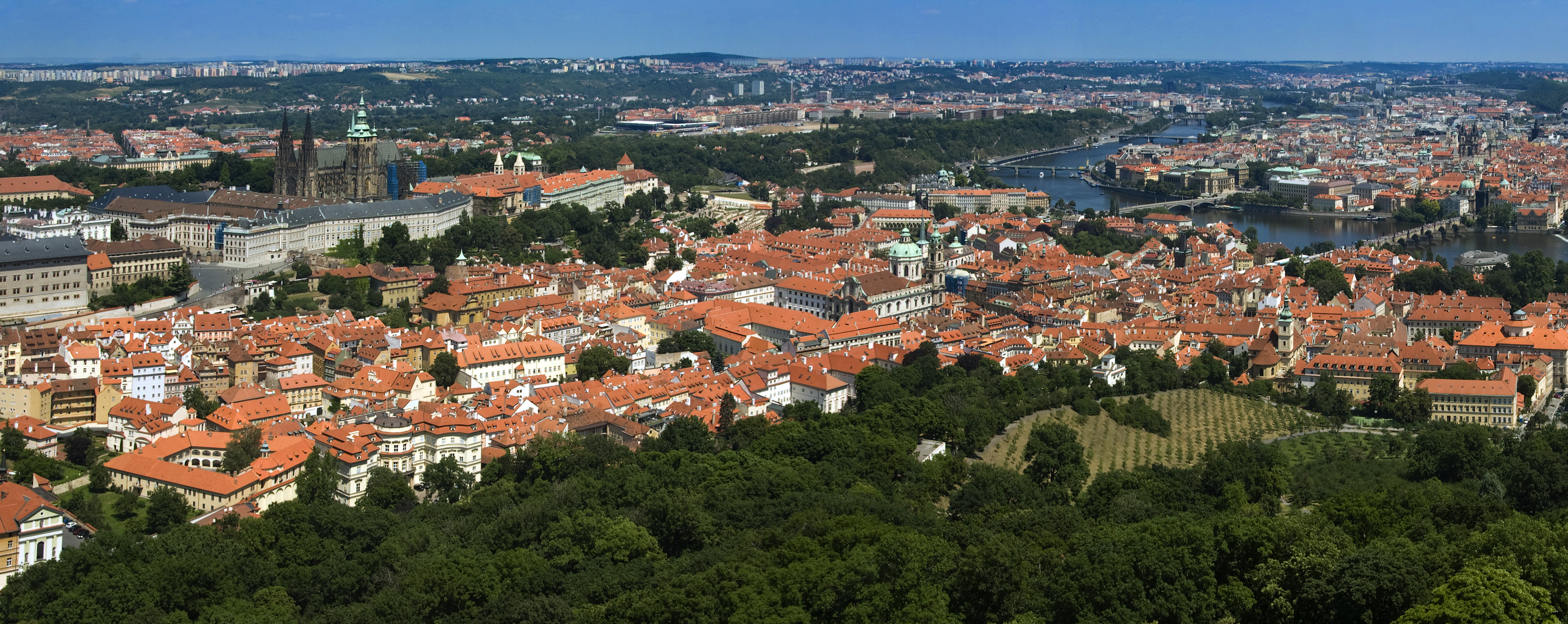
말라스트라나

말라스트라나(체코어: Malá Strana)는 체코 프라하의 지구로, 카를 교를 따라 구 시가지와 연결되어 있다.

## 개요
언덕에는 프라하 성이 있고, 우거진 나무로 둘러싸여있다.
초기 말라스트라나는 현재 말라스트라나 광장 근처이며, 기원전 1천년 경에는 존재하고 있었다고 생각되고 있다. 무역 루트를 통해 블타바 강에 여울을 타고 동쪽에서 서쪽으로 횡단하고 있었다.

## 명소
- 말라스트라나 광장
- 페트린 공원
- 페트린 전망대
- 발렌슈타인 궁전
- 리히텐슈타인 궁전
- 슈테른 베르크 궁전
- 승리의 마리아 교회 - 1611년부터 1613년에 걸쳐 지어졌다. 거룩한 프라하의 아기 예수님의 동상이있다.